# Alessandro Nuccorini
Alessandro Nuccorini (ur. 16 września 1964 w Rzymie) – włoski trener reprezentacji Włoch w futsalu.
Pierwsze doświadczenia jako trener miał pod koniec lat 80. Szkolił wtedy juniorów Villa Aurelia. Z tym klubem zdobył 2 młodzieżowe mistrzostwa Włoch. Później trenował też Roma Barilla (1989–1990) i Torrino Sporting Club. Klub Torrino w latach 1990–1996 doprowadził do 5 z rzędu pucharów Włoch i 2 mistrzostw kraju. Następnie miał krótki epizod w drużynie piłkarskiej Cynthia Genzano. Od 1997 roku objął reprezentację kraju.
W roli trenera reprezentacji zadebiutował 25 października 1997 roku meczem z Węgrami (wygrana 6:2). Pierwszy poważny sukces to mistrzostwo Europy 2003. Turniej ten odbywał się właśnie we Włoszech w Casercie. Rok później Nuccorini doprowadził kadrę do wicemistrzostwa świata. W 2005 roku nie udało się obronić mistrzostwa Europy. Włosi zajęli w Ostrawie 3. miejsce. Dwa lata później Włosi zdobyli na Mistrzostwach Europy srebro. Do kolekcji trofeów międzynarodowych Nuccorini dołożył w 2008 roku brąz mistrzostw świata.